# Niza Calle 127 (estación)
La estación sencilla Niza - Calle 127, hace parte del sistema de transporte masivo de Bogotá llamado TransMilenio inaugurado en el año 2000.

## Ubicación
La estación está ubicada en el noroccidente de la ciudad, más específicamente en la avenida Suba entre la Av. Rodrigo Lara Bonilla y la calle 127 D. Se accede a ella a través de estas dos vías.
Atiende la demanda de los barrios Niza Norte, Las Villas y sus alrededores.
En las cercanías se encuentran el centro comercial Bulevar Niza, el centro comercial Niza, el supermercado Surtifruver Niza, el restaurante Papa John's Niza, la Registraduría Auxiliar de Suba y el eje comercial de la carrera 58 o Avenida Las Villas.

## Origen del nombre
La estación recibe su nombre del barrio ubicado en el costado occidental y de la calle 127, también conocida como avenida Rodrigo Lara Bonilla, uno de los principales ejes viales del norte de Bogotá.

## Historia
El 29 de abril de 2006 fue inaugurada la troncal de la Avenida Suba, que hace parte de la fase dos del sistema TransMilenio.

## Servicios de la estación

### Servicios troncales
| Tipo                                            | Rutas al Norte | Rutas al Sur |
| ----------------------------------------------- | -------------- | ------------ |
| Ruta fácil                                      | 7              | 7            |
| Expresos todos los días todo el día             | C15 C25        | H15 L25      |
| Expresos lunes a viernes todo el día            | C17            | H17          |
| Expresos lunes a viernes hora pico de la mañana |                | J73          |
| Expresos lunes a viernes hora pico de la tarde  | C73            |              |
| Expresos sábados de 4:00 a. m. a 3:00 p. m.     | C17            | H17          |

### Esquema
| ← Norte    |           |         |           |
| Calle 127D | C15C25C73 | 7C17    | Calle 127 |
|            | Vagón 2   | Vagón 1 |           |
| Calle 127D | H15J73L25 | 7H17    | Calle 127 |
| Sur →      |           |         |           |

### Servicios urbanos
Así mismo funcionan las siguientes rutas urbanas del SITP en los costados externos a la estación, circulando por los carriles de tráfico mixto sobre la Avenida Suba, con posibilidad de trasbordo usando la tarjeta TuLlave:
| Código | Sector           | Dirección          | Rutas                                         |
| ------ | ---------------- | ------------------ | --------------------------------------------- |
| 046A02 | C Br. Las Villas | Av. Suba - CL 127D | C109C117C124C144C151C156 599 E17 E43 T13 T795 |
| 177A03 | C Br. Niza Norte | Av. Suba - CL 127D | A117A124G156 599                              |

## Ubicación geográfica
| Noroeste: C Av. Suba - Av. Boyacá | Norte: Suba            | Nordeste: Suba             |
| Oeste: Suba                       |                        | Este: B Calle 127          |
| Suroeste: Suba                    | Sur: D Ferias D Av. 68 | Sureste: C Humedal Córdoba |